# 鹿児島県庁
鹿児島県庁（かごしまけんちょう）は日本の広域自治体である鹿児島県の行政機関（役所）である。長は鹿児島県知事である。

## 概要

### 沿革
- 1871年（明治4年）7月 - 廃藩置県により鹿児島県を設置。
  - 12月 - 薩摩・大隅・日向の3国7県を廃止し、鹿児島県、宮崎県、美々津県を設置。
- 1872年（明治5年）2月 - 外城諸隊を解散し郡制をしく。
  - 8月 - 士族の知行制を廃止。
  - 9月 - 琉球を琉球藩として分離。
- 1875年（明治8年）7月 - 旧藩札の処分を完了。
- 1876年（明治9年）5月 - 地租改正に着手。
  - 8月 - 宮崎県を廃止し鹿児島県に合併。宮崎支庁を設置。
- 1877年（明治10年） - 西南戦争
- 1879年（明治12年） - 地租改正に再着手。郡役所を設置。
  - 7月 - 県庁舎が新築落成。
- 1880年（明治13年）5月 - 第1回県会を開催。
- 1881年（明治14年）6月 - 地租改正を終了。
- 1883年（明治16年）5月 - 宮崎県を再分置。
- 1885年（明治18年）10月 - 大島郡役所を廃止し、金久に金久支庁を設置。
- 1889年（明治22年）4月 - 市制・町村制を施行。
- 1900年（明治33年）4月 - 農事試験場を設置。
- 1912年（明治45年）4月 - 県立図書館を開館。
- 1926年（大正15年）7月 - 郡制を廃止。熊毛支庁・大島支庁を設置。
- 1941年（昭和16年）12月 - 大政翼賛会鹿児島県支部が発足。
- 1945年（昭和20年）10月 - 占領軍、鹿児島市に軍政部事務所を設置。
- 1946年（昭和21年）2月 - GHQの命令により、北緯30度以南の南西諸島を日本国政府及び鹿児島県の行政から分離。これに伴い鹿児島県から分離された大島支庁が北緯30度以南の鹿児島県の領域の行政権を継承。
- 1947年（昭和22年）4月 - 公選の初代知事に重成格が当選。
- 1951年（昭和26年）12月 - 大島郡十島村の下七島が日本に復帰。
- 1953年（昭和28年）12月 - 奄美諸島が日本に復帰。琉球政府奄美地方庁が廃止され、大島支庁再設置。
- 1956年（昭和31年）3月 - 財政再建団体に指定される。
- 1969年（昭和44年）6月 - 第1次県勢発展計画案を公表。
- 1980年（昭和55年）12月 - 新大隅開発計画を決定。
- 1993年（平成5年）4月 - 鹿児島港湾計画案を公表。
- 1999年（平成11年）10月 - 鹿児島湾永田川沖に人工島を着工。
- 2001年（平成13年）3月 - 「21世紀新かごしま総合計画」を公表。

## 組織
2021年4月1日現在について記載。鹿児島県の地方議会については鹿児島県議会、鹿児島県が設置する警察本部については鹿児島県警察をそれぞれ参照。
- 知事　塩田康一
  - 副知事　藤本徳昭・須藤明裕
    - 総務部 - 7課1センター
      - 男女共同参画局 - 3課

    - 総合政策部 - 7課
    - 観光・文化スポーツ部 - 5課
    - 環境林務部 - 7課
    - くらし保健福祉部 -11課
    - 商工労働水産部 - 7課
    - 農政部 - 8課
    - 土木部 - 8課
    - 危機管理防災局 - 5課
    - 国体・全国障害者スポーツ大会局 - 3課
    - 鹿児島地域振興局
    - 南薩地域振興局
    - 北薩地域振興局
    - 姶良・伊佐地域振興局
    - 大隅地域振興局
    - 熊毛支庁 - 屋久島事務所
    - 大島支庁 - 瀬戸内、喜界、徳之島、沖永良部事務所

  - 会計管理者
    - 出納局 - 2課
- 教育委員会
  - 事務局 - 9課
- 選挙管理委員会
  - 事務局
- 人事委員会
  - 事務局 - 2課
- 監査委員
  - 事務局 - 2課
- 公安委員会
  - 警察本部
- 労働委員会
  - 事務局 - 1課
- 収用委員会
- 海区漁業調整委員会
  - 事務局
- 内水面漁場管理委員会
  - 事務局
- 地方公営企業
  - 県立病院事業管理者 - 県立病院局
  - 工業用水道部

### 出先機関図
|                      | 管轄地域（※は出先機関所在地）                                                                       |
| -------------------- | --------------------------------------------------------------------------------------------------- |
| 鹿児島地域振興局     | 鹿児島市※・日置市・いちき串木野市・三島村・十島村                                                   |
| 南薩地域振興局       | 枕崎市・指宿市・南さつま市※・南九州市                                                               |
| 北薩地域振興局       | 阿久根市・出水市・薩摩川内市※・さつま町・長島町                                                     |
| 姶良・伊佐地域振興局 | 霧島市・伊佐市・姶良市※・湧水町                                                                     |
| 大隅地域振興局       | 鹿屋市※・垂水市・曽於市・志布志市・大崎町・東串良町・錦江町・南大隅町・肝付町                       |
| 熊毛支庁             | 西之表市※・中種子町・南種子町・屋久島町                                                             |
| 大島支庁             | 奄美市※・大和村・宇検村・瀬戸内町・龍郷町・喜界町・徳之島町・天城町・伊仙町・和泊町・知名町・与論町 |
- 振興局及び支庁の標準的な組織体制
  - 総務企画部（総務企画課・県税課）
  - 保健福祉環境部（健康企画課・衛生環境課・地域保健福祉課）
  - 農林水産部（農林水産総務課・農政普及課・農村整備課・林務水産課）
  - 建設部（建設総務課・土木建築課・河川港湾課）
- 振興局及び支庁は本庁の部と同格であり、局長及び支庁長には部長級が配属される。

## かつて存在した出先機関
- 宮崎支庁（1876年 - 1883年）